# Bolitoglossa cathyledecae
Bolitoglossa cathyledecae is een salamander uit de familie longloze salamanders (Plethodontidae). De soort leeft endemisch in Panama.

## Voorkomen
Bolitoglossa cathyledecae werd in 2017 voor het eerst waargenomen en in 2022 wetenschappelijk beschreven. De salamander komt voor in een klein gebied in het district van Boquete in de Panamese provincie Chiriquí. Het leefgebied bevindt zich in Internationaal park La Amistad nabij de continentale waterscheiding. Bolitoglossa cathyledecae bewoont regenwoud op ongeveer 1.970-1.980 meter boven zeeniveau.

## Kenmerken
Het holotype van Bolitoglossa cathyledecae had een kop-romplengte van 46 mm en een staart van 68,8 mm lang. De huid is op de rugzijde roze van kleur met vuurrode vlekjes en op de buikzijde zalmkleurig. Bolitoglossa cathyledecae heeft een grijpstaart.